# 熱蘭納亞山
熱蘭納亞山（英語：Zhelannaya Mountain）是南極洲的山峰，位於毛德皇后地的阿斯特里德公主海岸，處於卡爾平斯基山以北14公里，屬於俄羅斯山脈的一部分，在1959年由蘇聯探險隊繪入地圖，現時由南極條約體系管理。